# ماریا کوندراتیوا
 ماریا کوندراتیوا (روسی: Мария Кондратьева؛ زادهٔ ۱۷ ژانویهٔ ۱۹۸۲) یک تنیس‌باز اهل روسیه است.